# إليزابيث هوبر سانوالد
إليزابيث هوبر-سانوالد ( بالإنجليزية:Elisabeth Huber-Sannwald٠) هي باحثة نمساوية متخصصة في إيكولوجيا النظام البيئي، وأستاذة في علم البيئة والتغير البيئي العالمي، ورئيسة قسم معهد بوتوسينو دي إنفيكاسيون تيكنولوجيكا في سان لويس بوتوسي، المكسيك.

## التعليم
في عام 1990 أكملت درجة الماجستير في علم الأحياء وعلم النبات من جامعة إنسبروك، في النمسا، حيث درست آثار تغير استخدام الأراضي على التنوع البيولوجي. في عام 1996 حصلت على درجة الدكتوراه في علم بيئة المراعي من جامعة ولاية يوتا، لوجان، الولايات المتحدة، قامت بإقامة ما بعد الدكتوراه في معهد علم البيئة بجامعة بوينس آيرس كمسؤول علمي في التركيز 4: التغيير العالمي والتعقيد البيئي للبرنامج الدولي للغلاف الأرضي والمحيط الحيوي.

## العمل
من عام 1998 إلى عام 2001، عملت كمساعد باحث في معهد علوم الأراضي العشبية وأوراق الشجر التابع للجامعة التقنية في ميونيخ، ألمانيا. شاركت في إنشاء وتطوير معهد بوتوسينو للبحوث العلمية والتكنولوجية، وإنشاء قسم العلوم البيئية وبرنامج الدراسات العليا في العلوم البيئية.
في عام 2001 انضمت إلى معهد بوتوسينو للبحوث العلمية والتكنولوجية كباحثة فخرية، مرتبطة بالنظام الوطني للباحثين (SNI) المستوى الثاني، في مجال تغير البيئة العالمية.
شغلت منصب أستاذ أبحاث كامل، يعتمد بحثها على بيئة النظم البيئية، مع التركيز على دور النباتات والكائنات الدقيقة في التربة في العمليات البيوجيوكيميائية والبيئية الهيدرولوجية للمناطق الجافة في شمال المكسيك، وقد ركزت على دراسة آثار الجوانب الاجتماعية والعالمية، مثل رعي الماشية وتغير استخدام الأراضي وتدهور التربة في تكامل النظم الاجتماعية والبيئية من أجل التنمية المستدامة لأنماط الحياة الريفية.
هوبر سانوالد هي الرئيس الإقليمي للجمعية العلمية المكسيكية لعلوم البيئة، تعمل كمحرر مشارك في مجلات علم البيئة والتطبيقات البيئية، وهي منسقة المجموعة الإقليمية في النطاقات المكسيكية لأبحاثها وقيادتها للاستخدام المستدام،والشبكة المكسيكية للبحوث البيئية طويلة الأجل.ومنسق شبكة البلدان الأمريكية لدراسات الغلاف الجوي والغلاف الحيوي، وعضو في اللجنة العلمية للجمعية البيئية الأمريكية ؛ اللجنة التنفيذية للشبكة الدولية لمكافحة التصحر . وهي عضو في اللجنة الفنية الأكاديمية، ومسؤولة عن المحور 2 / تدويل شبكة النظم الاجتماعية والاستدامة، وأيضًا عضو في اللجنة التنفيذية للمجموعة الاستشارية لخدمات النظم البيئية التابعة لجمعية علم السموم البيئية والكيمياء.